# Сиретоко
Сирето́ко (яп. 知床半島 Сирэтоко ханто:) — полуостров на востоке японского острова Хоккайдо. Название полуострова происходит из языка народа айну и означает «край земли» (айн. シリ エトク).
С восточной оконечности полуострова хорошо видно остров Кунашир. Это одна из наименее населённых и возделанных территорий Японии. На территории полуострова находятся уезды Менаси и Сяри.

## Климат полуострова
Курильское течение оказывает сильное влияние на погоду на полуострове. Полуостров Сиретоко характеризуется коротким летом и длинными зимами. Снег покрывает горы с сентября по июнь, за исключением самых высоких вершин гор, на которых снег находится всё лето.

## Горы и вулканы на Сиретоко

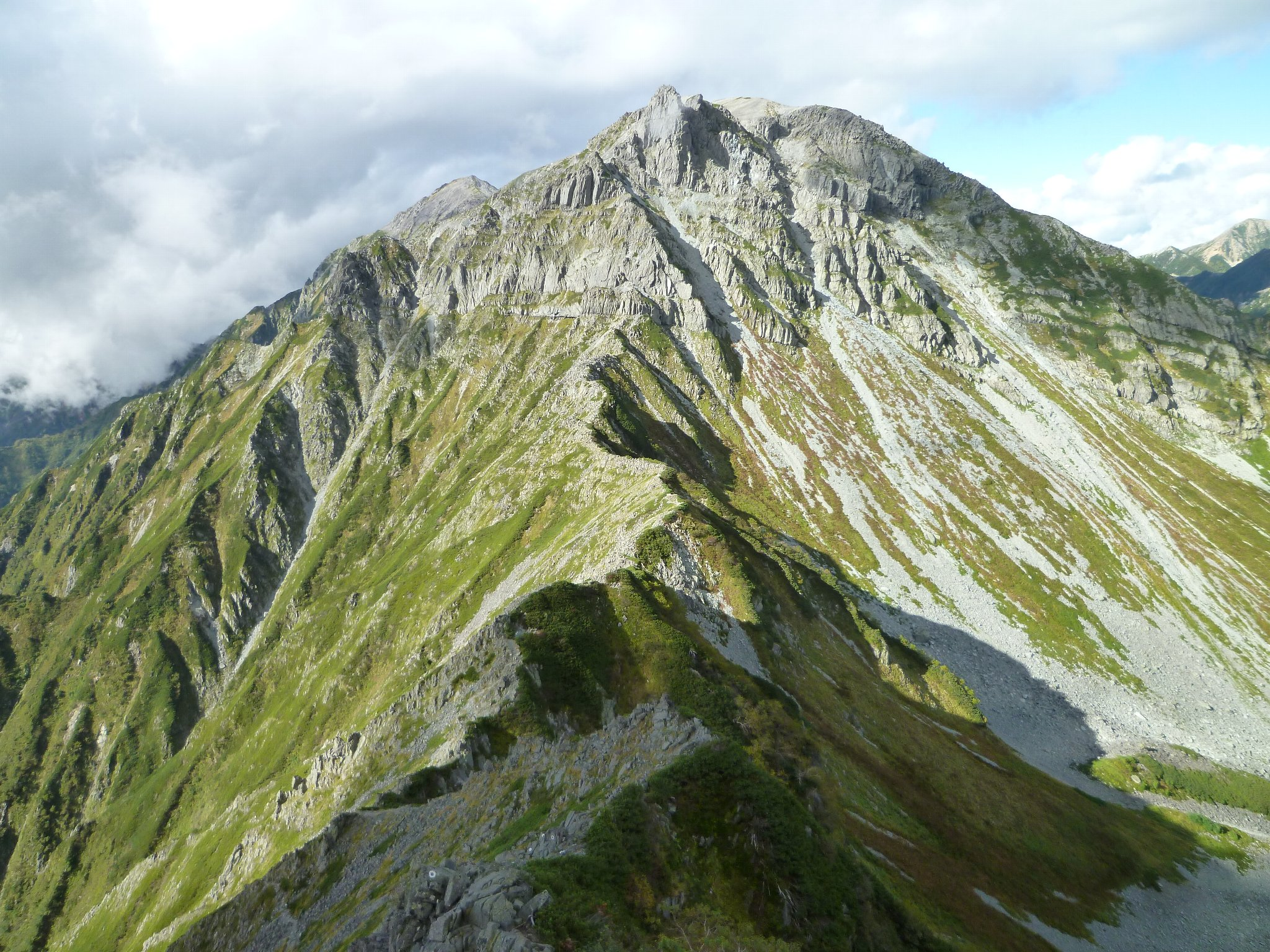
Гора Минами

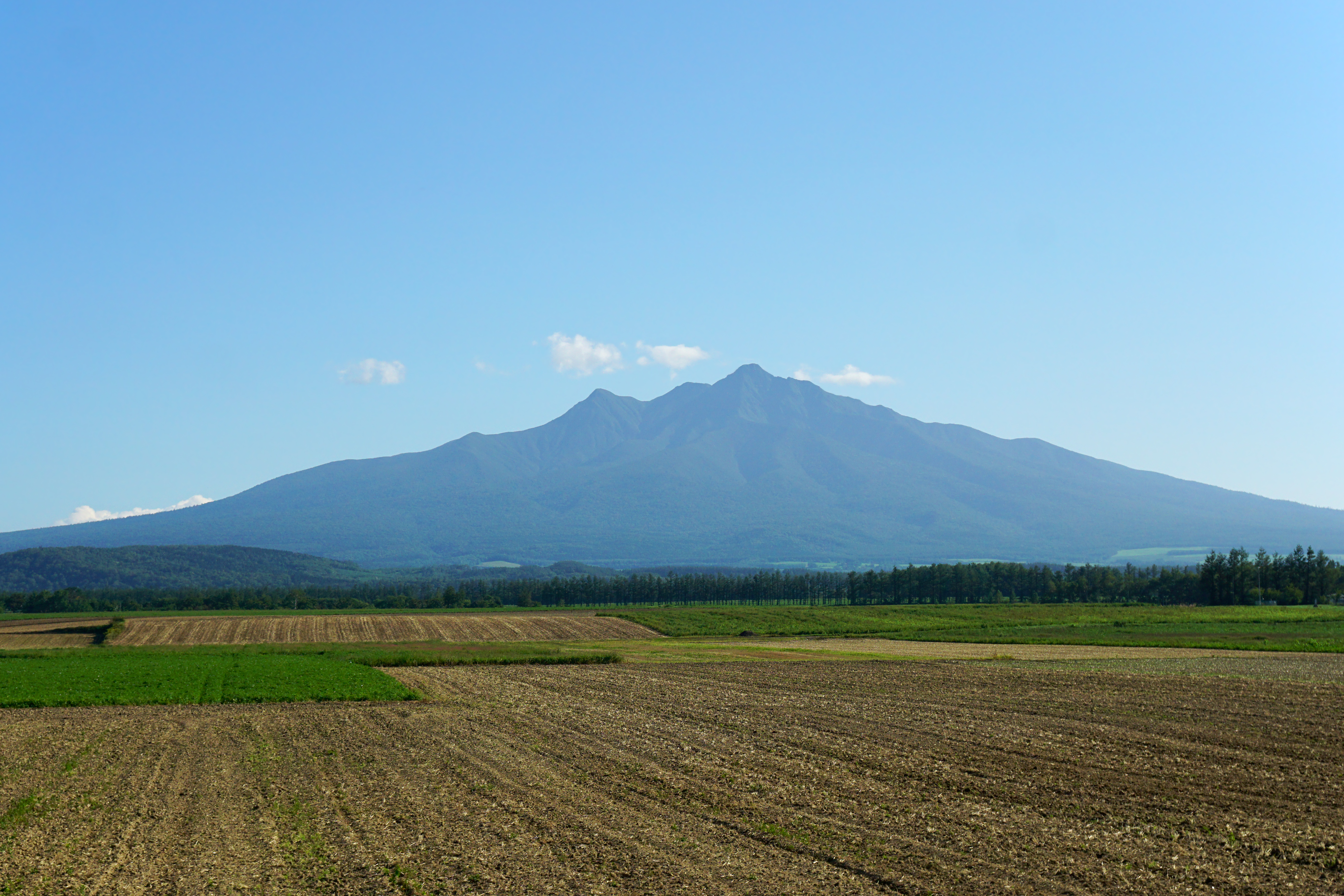
Вулкан Сяри

- Иодзан (яп. 硫黄山)
- Минами (яп. 南岳)
- Оккабакэ (яп. オッカバケ岳)
- Оннэбэцу (яп. 遠音別岳)
- Поромой (яп. ポロモイ岳)
- Раусу (яп. 羅臼岳)
- Руся (яп. ルシャ岳)
- Самаккэ-нупури (яп. サマッケヌプリ山)
- Сасируй (яп. サシルイ岳)
- Сибэцу (яп. 標津岳)
- Сиретоко (яп. 知床岳)
- Сяри (яп. 斜里岳)
- Тинисибэцу (яп. 知西別岳)
- Тиэмбэцу (яп. 知円別岳)
- Токкаримуй (яп. トッカリムイ岳)
- Унабэцу (яп. 海別岳)
- Хигаси (яп. 東岳)

## Статус всемирного наследия
Отличная сохранность дикой природы в Национальном парке Сиретоко позволила ЮНЕСКО в 2005 году внести его в Перечень всемирного наследия. При этом было высказано пожелание о расширении площади охраняемого объекта за счёт добавления территории ряда Курильских островов и преобразования объекта в совместный российско-японский «Парк мира».

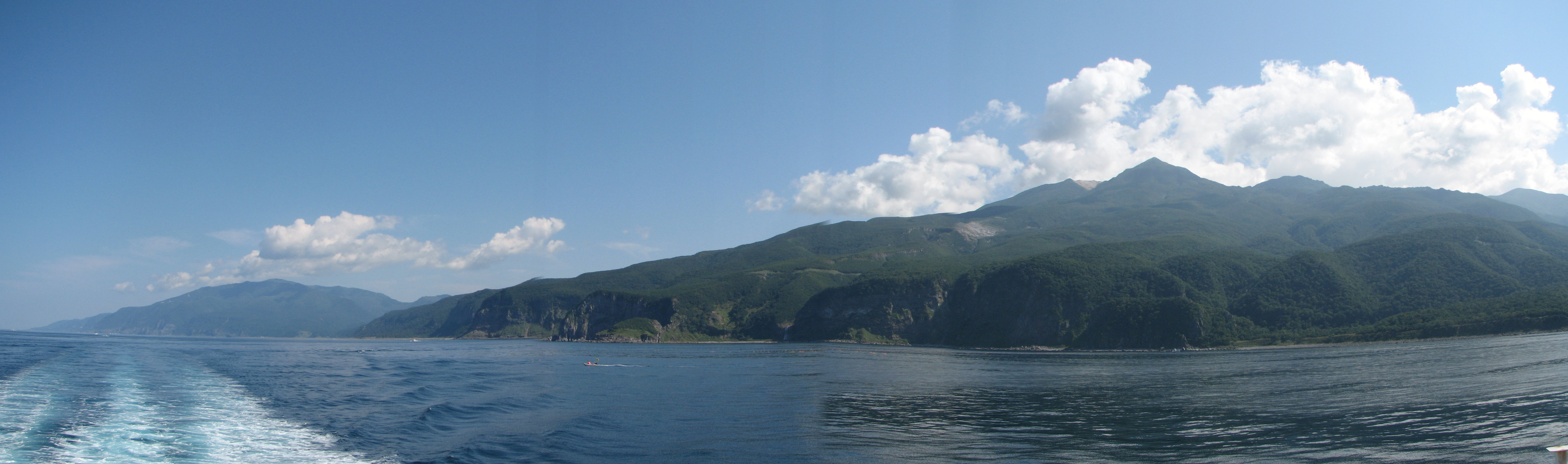
Вид на полуостров с Охотского моря

## Интересные факты
В честь полуострова назван астероид главного пояса (3867) Сиретоко, открытый в 1988 году Обсерваторией Китами.